# کهنه (بخش مرکزی لارستان)
کَهنه، روستایی در دهستان حومه بخش مرکزی شهرستان لارستان در استان فارس ایران است.

## جمعیت
بر پایه سرشماری عمومی نفوس و مسکن در سال ۱۳۹۵، جمعیت این روستا برابر با ۷۳۰ نفر (۲۰۷ خانوار) بوده است.